# 광화문 연가 - 이순신을 찾아서
"광화문 연가 - 이순신을 찾아서"(Chasing Admiral LEE)는 한국에서 제작된 조운 감독의 2001년 액션 영화이다. 이준원 등이 주연으로 출연하였다.

## 출연

### 주연
- 이준원
- 정은경
- 박형준

## 기타
- 조명: 김도형
- 음향: 이상범
- 미술: 이현주